# 阿部正由
阿部正由（日语：／ Abe Masayoshi，1763年1月5日—1808年11月28日），日本江户时代中後期大名。第8代武藏国忍藩主。寺社奉行、大坂城代、京都所司代。忠秋系阿部家8代。初名松平赖朴。

## 生涯
宝历12年（1763年）11月22日出生，纪州藩主·德川宗将十一男。幼名久米之丞。
宽政5年（1793年）成为阿部正识的养子，宽政8年（1796年）继承家督。宽政10年（1798年）任奏者番，享和元年（1801年）任寺社奉行，文化元年（1804年）任大坂城代，文化3年（1806年）任京都所司代。
文化5年（1808年）10月11日去世。长男·正权继承家督。享年47岁。

## 略历
- 宝历12年（1763年）11月22日 - 出生
- 宽政8年（1796年） - 继承藩主
- 宽政10年（1798年） - 任奏者番
- 享和元年（1801年）7月17日 - 任寺社奉行
- 文化元年（1804年）1月23日 - 任大坂城代
- 文化3年（1806年）10月12日 - 任京都所司代
- 文化5年（1808年）10月11日 - 去世（在11月22日公开死讯），享年47岁。

## 官位位阶
- 宽政5年（1793年） - 从五位下·播磨守
- 文化3年（1806年） - 从四位下·丰后守·侍从